# Национално знаме на Уганда
Националното знаме на Уганда представлява правоъгълно платнище с шест хоризонтални цветни полета – черно, златно, червено, черно, златно, червено в този ред от горе надолу. В центъра на знамето, в бял кръг с диаметър равен на ширината на две цветни полета, е изобразен жерав на един крак обърнат към носещата част. Знамето има отношение ширина към дължина 2:3.
Цветовете на знамето произлизат от тези на политическата партия Народен Конгрес на Уганда. Черният цвят в знамето символизира хората от Африка, златният – слънцето, а червеният – африканското братството (червеното е цветът на кръвта, който обединява африканците). Жеравът е национален символ и е бил емблема на угандийските войници по време на британското управление.
Знамето на Уганда е прието на 9 октомври 1962 г. след обявяване на независимост на страната.

## Предишни знамена
- 1914 – март 1962.
- март – 9 октомври 1962.